# خیمی راموس
خیمی راموس (انگلیسی: Jaime Ramos؛ زادهٔ ۹ ژانویهٔ ۱۹۷۳) بازیکن فوتبال اهل اسپانیا است.
از باشگاه‌هایی که در آن بازی کرده‌است می‌توان به باشگاه فوتبال رئال مورسیا، باشگاه فوتبال آلمریا، باشگاه فوتبال لگانس، باشگاه فوتبال ختافه، باشگاه فوتبال ویارئال، و باشگاه فوتبال اتلتیکو مادرید بی اشاره کرد.